# ジグザグブルース
『ジグザグブルース』は、1977年4月19日から同年7月26日まで、毎週火曜日20:00～20:54にテレビ朝日系列で放送されたドラマ。

## 内容
人捜しを業務とする会社・平和商会。その社長である元刑事・草壁が捜索活動の中で起こる事件や人間模様を描く。

## 概要
この直前の1977年3月まで『どてらい男』（関西テレビ制作、フジテレビ系放映）で主演を務めた西郷輝彦を主演に起用した。
本作は視聴率的に苦戦し、13話で終了した（全13話中、視聴率が2桁に届いた回は一度も無かった）。
後番組『新幹線公安官』のキャストにも、西郷と坂口良子と山村聡がレギュラーで続投している。

## 主な出演者
- （出典：[1]）
- 草壁史郎 - 西郷輝彦
人捜しのスペシャリストと言われる熱血漢。警視庁時代は敏腕刑事だったが、上司と衝突したのが元で退職。
- 北林房子 - 坂口良子
北海道のパルプ会社社長の娘。突然行方が分からなくなった婚約者を捜して上京、その中で史郎と知り合う。最終話で結婚するも式当日に相手が行方不明となってしまう。
- 久野宏 - 松山英太郎
史郎の高校時代の友人。新聞社でカメラマンをしていたが落ちぶれた状態。よく物を十分に考え、物知りな所があることから、史郎の参謀格として働く。
- 竹之内三平 - なべおさみ
元チンピラで三枚目的キャラクター。史郎には刑事時代に面倒をよく掛けたこともあり、尊敬の念を持っている。
- 森島マキ - 三浦リカ
- 森島英之介 - 金子信雄
不動産金融業者。多くの持ちビルがある金持ちだがかなりのケチ。史郎の人捜し業を企業化して運営しようと考える。
- 塚田雄次郎 - 藤岡重慶
- 草壁君江 - 風見章子
- 深沢巡査部長 - ハナ肇
刑事時代からの史郎の理解者で、その後も陰ながら協力している。
- 坂崎七重 - 江波杏子
- 朝比奈署長 - 山村聡

## スタッフ
- プロデューサー：福富哲、桑原秀郎
- 企画協力：S・H・P、西郷エンタープライズ
- 音楽：渡辺岳夫
- 技斗：高橋一俊
- 制作：テレビ朝日、東映

## 主題歌
- オープニング(※最終回ではエンディングで使用)「ジグザグブルース」作詞:ジェームス三木、作曲:渡辺岳夫、編曲:青木望、唄:西郷輝彦
- エンディング(※最終回ではオープニングで使用)「ジグザグのテーマ」(インストゥルメンタル)作曲:西郷輝彦、編曲:青木望

## 放映リスト
| 話数 | 放送日         | サブタイトル          | 脚本           | 監督     | ゲスト                         |
| ---- | -------------- | --------------------- | -------------- | -------- | ------------------------------ |
| 1    | 1977年 4月19日 | 婚約者を捜して!       | ジェームス三木 | 小山幹夫 | 左とん平、 真山譲二、 藤田漸   |
| 2    | 4月26日        | 女房を捜して!         | ジェームス三木 | 小山幹夫 | 左時枝、 樋浦勉、 手塚茂夫     |
| 3    | 5月3日         | 由紀夫を捜して!       | ジェームス三木 | 松島稔   | 犬塚弘、 加茂さくら、 川代家継 |
| 4    | 5月24日        | オーナーを捜して!     | ジェームス三木 | 永野靖忠 | 今井健二、 黒沢洋子、 桜たまこ |
| 5    | 5月31日        | 娘を捜して!           | 小山幹夫       | 小山幹夫 | 高杉哲平、 麻田ルミ、 楠トシエ |
| 6    | 6月7日         | 女形涙の晴れ舞台      | ジェームス三木 | 小山幹夫 | 立花直樹、 佐山俊二、葦原邦子  |
| 7    | 6月14日        | 四十年前の青春        | 宮川一郎       | 松島稔   | 田辺靖雄、 嵯峨善兵、 松木聖   |
| 8    | 6月21日        | 浮気の証明            | 宮川一郎       | 松島稔   | 左右田一平 、紅理子            |
| 9    | 6月28日        | 父親らしく胸をはれ    | 多村映美       | 永野靖忠 | 高原駿雄、 藤江喜幸            |
| 10   | 7月5日         | 女の覆歴書            | 小山幹夫       | 小山幹夫 | 高津住男、 宮本信子、 中田博久 |
| 11   | 7月12日        | 凶悪犯が泣くときは･･･ | 武末勝         | 吉川一義 | 田口計、 工藤堅太郎            |
| 12   | 7月19日        | 星空のめぐり逢い      | ジェームス三木 | 小山幹夫 | 金沢碧、 林ゆたか、 三木敏彦   |
| 13   | 7月26日        | 二人の誓い            | ジェームス三木 | 小山幹夫 | 太田博之、 エバ、 白鳥みずえ   |

## 前後番組
| テレビ朝日系 火曜20:00枠                                                                         | テレビ朝日系 火曜20:00枠 | テレビ朝日系 火曜20:00枠  |
| 前番組                                                                                           | 番組名                   | 次番組                    |
| ------------------------------------------------------------------------------------------------ | ------------------------ | ------------------------- |
| 新・二人の事件簿 暁に駆ける （ここまでABCの制作枠） ANB・HTB・KHB・NBN・KSB・ UHT・KBCと共同制作 | ジグザグブルース         | 新幹線公安官(第1シリーズ) |